# Ferry Mingelen
Ferdinand Charles (Ferry) Mingelen (Den Haag, 12 december 1947) is een Nederlands parlementair journalist.

## Loopbaan
Aanvankelijk was Mingelen schrijvend journalist voor Het Vrije Volk, dagblad Trouw en de GPD-dagbladen.
In 1984 werd hij voor de NOS presentator bij het programma Den Haag Vandaag. Na de samenvoeging van NOVA en Den Haag Vandaag was hij 'politiek duider' voor NOVA en medepresentator van NOVA Politiek (vrijdaguitzending). Tevens was hij reservepresentator voor NOVA. In september 2010 kwam hij bij Nieuwsuur, de opvolger van NOVA. Ook leverde hij commentaren bij onder meer verkiezingen en het vragenuurtje in de Tweede Kamer.
Op verzoek van uitgever Kees de Bakker (Conserve) schreef Mingelen het boek Graven rond het Binnenhof, waarvan hij het eerste exemplaar op 16 november 2011 overhandigde aan minister-president Mark Rutte in Pulchri Studio. Op 27 juni 2012 kreeg Mingelen de Anne Vondelingprijs voor politieke journalistiek. Hij kreeg de prijs voor zijn hele oeuvre. 
In december 2012 bereikte Mingelen de pensioengerechtigde leeftijd van 65 jaar, maar in overleg tussen Mingelen en zijn werkgever NOS werd besloten het dienstverband nog een jaar te doen voortduren. Op 4 december 2013 leverde hij zijn laatste bijdrage voor de NOS, in het programma Nieuwsuur. Twee dagen later gaf hij aan vanaf eind januari 2014 politiek commentator te worden bij het praatprogramma Pauw & Witteman. Dit programma hield er op 23 mei van dat jaar echter mee op. In de slotuitzending was Mingelen een van de gasten. Mingelen was daarna regelmatig te zien in het praatprogramma Pauw.
In mei 2020 was hij gast in het televisieprogramma Verborgen Verleden.
Tijdens de A12-blokkades in 2023 was Mingelen regelmatig aanwezig bij de steundemonstraties van Extinction Rebellion.